# Hilaira incondita
Hilaira incondita är en spindelart som först beskrevs av Ludwig Carl Christian Koch 1879.  Hilaira incondita ingår i släktet Hilaira och familjen täckvävarspindlar. Inga underarter finns listade i Catalogue of Life.